# Miguel Salinas Alanís
Miguel Salinas Alanís (Toluca, Estado de México, 12 de febrero de 1858 - Ciudad de México, 18 de diciembre de 1938) fue un maestro, lingüista,  historiador y académico mexicano. Sus obras se especializaron en la historia y geografía de su estado natal y el estado de Morelos en donde vivió durante casi treinta y cinco años de su vida.

## Semblanza biográfica
Realizó sus primeros estudios en su ciudad natal, se trasladó a la Ciudad de México en donde ingresó a la Escuela Nacional Preparatoria.  A la edad de dieciocho años se inició como maestro en Tlaltizapán y después en Tlaquiltenango. Se trasladó a la ciudad de Cuernavaca, el 3 de diciembre de 1882 fundó el Instituto Pape-Carpantier de educación primaria que bautizó en honor a la pedagoga francesa Marie Pape-Carpantier. Fue designado director de la Dirección de Educación Pública del Estado de Morelos, ejerció el cargo de 1909 a 1912.
Durante el desarrollo de la Revolución mexicana se mudó de forma definitiva a la Ciudad de México ejerciendo el magisterio en varias escuelas primarias, secundarias, en la Escuela Nacional Preparatoria, en la Escuela Superior de Comercio y en la Universidad Popular Mexicana. Fue secretario del Museo Nacional de Arqueología, Historia y Etnología.
Fue miembro de la Sociedad Científica “Antonio Alzate” y de la Sociedad Mexicana de Geografía y Estadística. Fue nombrado miembro correspondiente de la Academia Mexicana de la Lengua y miembro de número de la Academia Mexicana de la Historia a la cual ingresó el 25 de mayo de 1934 pronunciando el discurso "Bienes y tributos del estado y marquesado del Valle de Oaxaca". Murió en la Ciudad de México, el 18 de diciembre de 1938.

## Obras publicadas
- El insurgente Francisco Ayala, en 1909.
- Matamoros. Su salida de Jantetelco, en 1912.
- La enseñanza de la geografía en México, en 1916.
- Fábulas del pensador mexicano, corregidas, explicadas y anotadas, en 1918.
- Ejercicios lexicológicos para el aprendizaje de la lengua castellana, en 1922.
- Nombres geográficos indígenas del Estado de México: estudio crítico etimológico
- Cuentos, leyendas y poemas: escogidos y anotados
- Sitios pintorescos de México
- Historias y paisajes morelenses, en 1924.
- Gramática inductiva de la lengua española
- Fray Andrés de Castro
- Retórica en lengua castellana: discurso sobre la poesía castellana
- Construcción y escritura de la lengua española, en 1925.
- Bosquejo biográfico del Ilmo. Sr. Dr. D. Francisco Plancarte y Navarrete, geógrafo, historiador y arqueólogo
- Datos para la historia de Toluca, en 1927.
- La sacristía del Convento de San Francisco de Toluca
- Toluca: la iglesia de la Santa Veracruz
- La sierra de Tepoztlán (Morelos)
- Mis árboles
- Historia de la iglesia y convento del Carmen de Toluca
- Gramática inductiva de la lengua española
- Estudio filológico: palabras de origen latino que usó el castellano antiguo y usa aún el francés moderno